# Torrent de Can Duran
El torrent de Can Duran és un curs d'aigua torrencial del Vallès Occidental que neix a prop del Polígon industrial Can Salvatella-Torre Mateu. Desemboca les seves aigües al riu Ripoll a l'oest de Montcada i Reixac després de passar pel nord de Ripollet.